# Дженнінгс (Канзас)
Дженнінгс (англ. Jennings) — місто (англ. city) в США, в окрузі Декатур штату Канзас. Населення — 81 особа (2020).

## Географія
Дженнінгс розташований за координатами 39°40′50″ пн. ш. 100°17′36″ зх. д. / 39.68056° пн. ш. 100.29333° зх. д. (39.680547, -100.293208).  За даними Бюро перепису населення США в 2010 році місто мало площу 0,69 км², уся площа — суходіл.

## Демографія
Згідно з переписом 2010 року, у місті мешкало 96 осіб у 50 домогосподарствах у складі 30 родин. Густота населення становила 138 осіб/км².  Було 89 помешкань (128/км²).
Расовий склад населення:
| - 99,0 % — білих |

До двох чи більше рас належало 1,0 %. Частка іспаномовних становила 0,0 % від усіх жителів.
За віковим діапазоном населення розподілялося таким чином: 8,3 % — особи молодші 18 років, 45,9 % — особи у віці 18—64 років, 45,8 % — особи у віці 65 років та старші. Медіана віку мешканця становила 61,7 року. На 100 осіб жіночої статі у місті припадало 100,0 чоловіків;  на 100 жінок у віці від 18 років та старших — 104,7 чоловіків також старших 18 років.
Середній дохід на одне домашнє господарство  становив 49 976 доларів США (медіана — 47 500), а середній дохід на одну сім'ю — 65 909 доларів (медіана — 63 750). За межею бідності перебувало 22,7 % осіб, у тому числі 58,8 % дітей у віці до 18 років та 10,9 % осіб у віці 65 років та старших.
Цивільне працевлаштоване населення становило 61 осіб. Основні галузі зайнятості: освіта, охорона здоров'я та соціальна допомога — 24,6 %, роздрібна торгівля — 16,4 %, сільське господарство, лісництво, риболовля — 13,1 %, транспорт — 11,5 %.